# Império Gupta
O Império Gupta (em sânscrito: गुप्त साम्राज्य; romaniz.: Gupta Sāmrājya) foi um antigo império indiano, que existiu de aproximadamente 320 a 550 e cobriu grande parte do subcontinente indiano. O fundador da dinastia gupta foi Sri-Gupta (r. 240–380), mas a generalidade dos historiadores considera Chandragupta I (r. 320–335) o primeiro soberano  gupta a ser conhecido como marajadiraja ("rei de reis").[carece de fontes?]
A paz e prosperidade criada sob a liderança dos guptas permitiu a busca de esforços artísticos e científicos. Este período é chamado a Idade de Ouro da Índia e foi marcado por extensas invenções e descobertas nas áreas da ciência e tecnologia, engenharia, arte, dialética, literatura, lógica, matemática, astronomia, religião e filosofia que cristalizaram os elementos que são geralmente conhecidos como cultura hindu.
Os pontos altos desta criatividade cultural são a arquitetura, a escultura e a pintura. O período gupta produziu estudiosos como Calidasa, Ariabata, Varamira, Visnusarma e Vatsiaiana que fizeram grandes avanços em vários campos acadêmicos.[carece de fontes?] Ciência e administração política alcançaram novo patamar durante este período. Fortes laços comerciais também fizeram a região um importante centro cultural e definiu a região como uma base que influenciaria reinos na Ásia Meridional em geral e regiões vizinhas, nomeadamente a Birmânia e Seri Lanca. Também se supõe que os épicos indianos mais antigos disponíveis foram escritos em torno deste período.[carece de fontes?]
Os imperadores Chandragupta I (r. 320–335), Samudragupta (r. 335–375) e Chandragupta II (r. 375–415) foram os governantes mais notáveis da dinastia gupta. O poeta sânscrito do século IV Calidasa credita os guptas como tendo conquistado cerca de 21 reinos, tanto dentro como fora da Índia, incluindo os reinos dos sacas, hunos, cambojas, as tribos locais em ambas as margens do Amu Dária, os cinaras, ciratas, etc. O império gradualmente declinou a partir do século V devido, dentre outro fatores, a maior pressão dos governantes dos Estados vizinhos e a invasão dos hunos da Ásia Central que penetraram na Índia no Noroeste.
Tais eventos levaram os feudatários dos guptas a proclamarem-se independentes, desestabilizando ainda mais o Estado que ruiu por completo no século VI. Após o colapso do Império Gupta no século VI, a Índia novamente foi governada por inúmeros reinos regionais. Uma linha menor do clã gupta continuou a governar Mágada após a desintegração do império. Estes guptas foram posteriormente depostos por Harsavardana que estabeleceu seu império na primeira metade do século VII.[carece de fontes?]